# Club Social, Cultural y Deportivo San Camilo

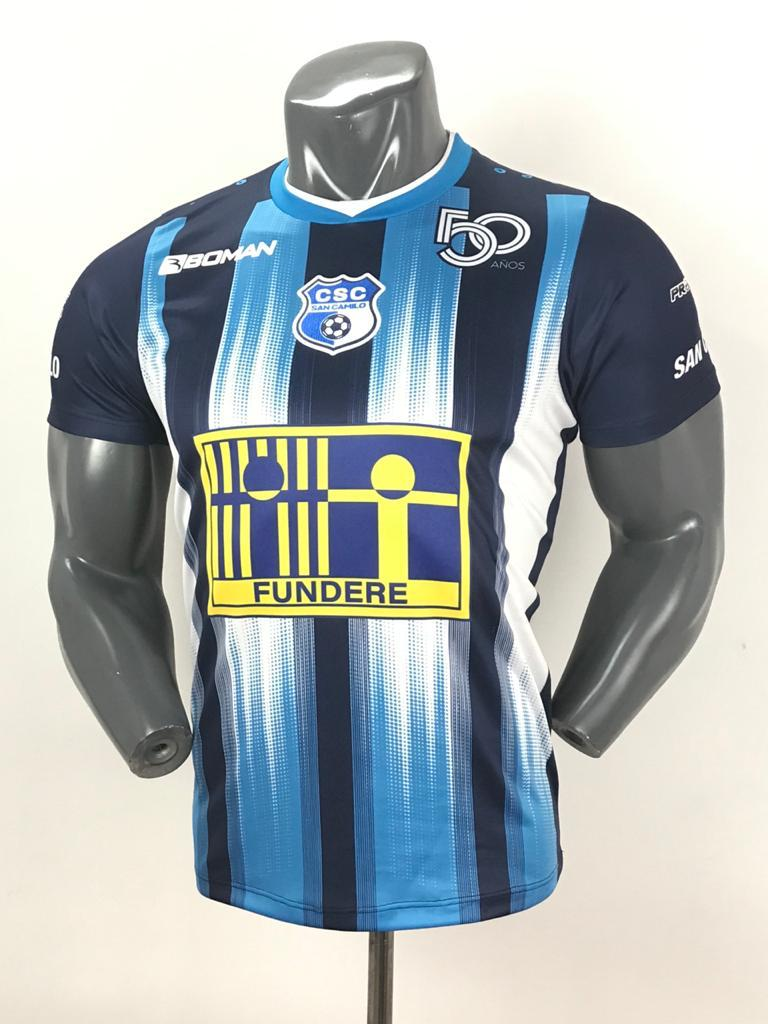
La indumentaria de la temporada 2021, a cargo de BOMAN

El Club Deportivo San Camilo, mayormente conocido como San Camilo, es un equipo de fútbol ecuatoriano, cuya sede está en la parroquia San Camilo del cantón Quevedo, Ecuador. Fue fundado el 10 de agosto de 1971. Actualmente juega en la Segunda Categoría de Ecuador. Históricamente ha sido un equipo representantativo de la provincia de Los Ríos; durante sus inicios fue protagonista en los años 80.
Está afiliado a la Asociación de Fútbol Profesional de Los Ríos.

## Historia

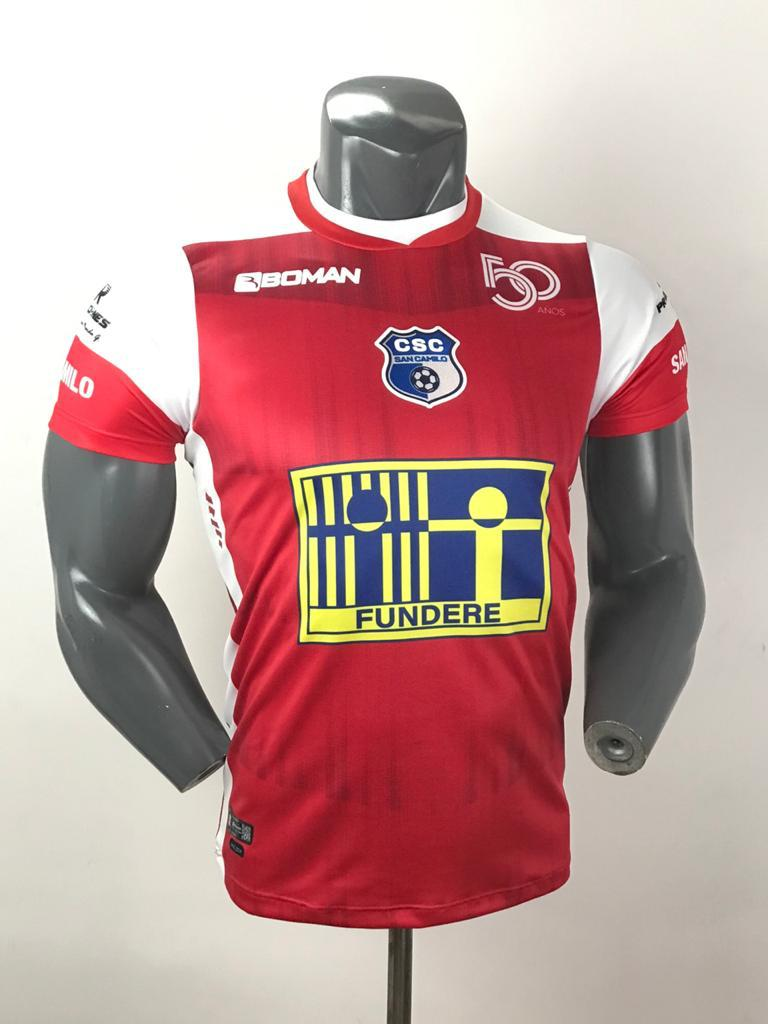
Uniforme alterno 2021, a cargo de BOMAN

Dos etapas claramente diferenciadas formaron parte del Club Deportivo Especializado Profesional San Camilo a lo largo de sus casi 50 años de vida institucional: la etapa de aficionado y la de profesional. Su primera etapa fue protagonista en diferentes torneos, organizados por Liga Deportiva Cantonal de Quevedo, hasta que en 1977 estuvo cerca de ascender al fútbol profesional, luego de competir en un torneo zonal entre el Deportivo Quevedo, Pacharaco y Fluminense de Valencia.

## Actual directiva
| Nombre                           | Dignidad       |
| -------------------------------- | -------------- |
| Ab. Byron Arturo Zambrano Robles | Presidente     |
| Ab. Sixto Antonio Parra Ocaña    | Vicepresidente |
| Ing. Yair Miranda Girón          | Secretario     |

## Uniforme
- Uniforme titular: Camiseta azul con una franja blanca degradado, pantaloneta azul y medias azules.
- Uniforme alternativo: Camiseta rojo con blanco, pantaloneta blanca con medias blancas.

| 1971 | 1972 | 1973-1975 | 1975-1980 | 2000-2001 | 2001-2002 |

| 2002-2003 | 2003-2004 | 2004-2005 | 2005-2006 | 2006-2007 | 2007-2008 |

| 2008-2009 | 2009-2010 | 2010-2011 | 2011-2012 | 2012-2013 | 2013-2014 |

| 2014-2015 | 2015-2016 | 2016-2017 | 2017-2018 | 2018-2019 | 2021 |

## Plantilla
Plantilla 2024

## Palmarés

### Torneos nacionales
- Subcampeón de la Segunda Categoría de Ecuador (1): 1980.

### Torneos provinciales
- Segunda Categoría de Los Ríos (6): 1978, 1979, 1980, 1981, 2009, 2024.
- Subcampeón de la Segunda Categoría de Los Ríos (4): 1986, 1987, 1990, 2021.